# Olari (okręg Buzău)
Olari – wieś w Rumunii, w okręgu Buzău, w gminie Calvini. W 2011 roku liczyła 303 mieszkańców.